# Fidel Socin

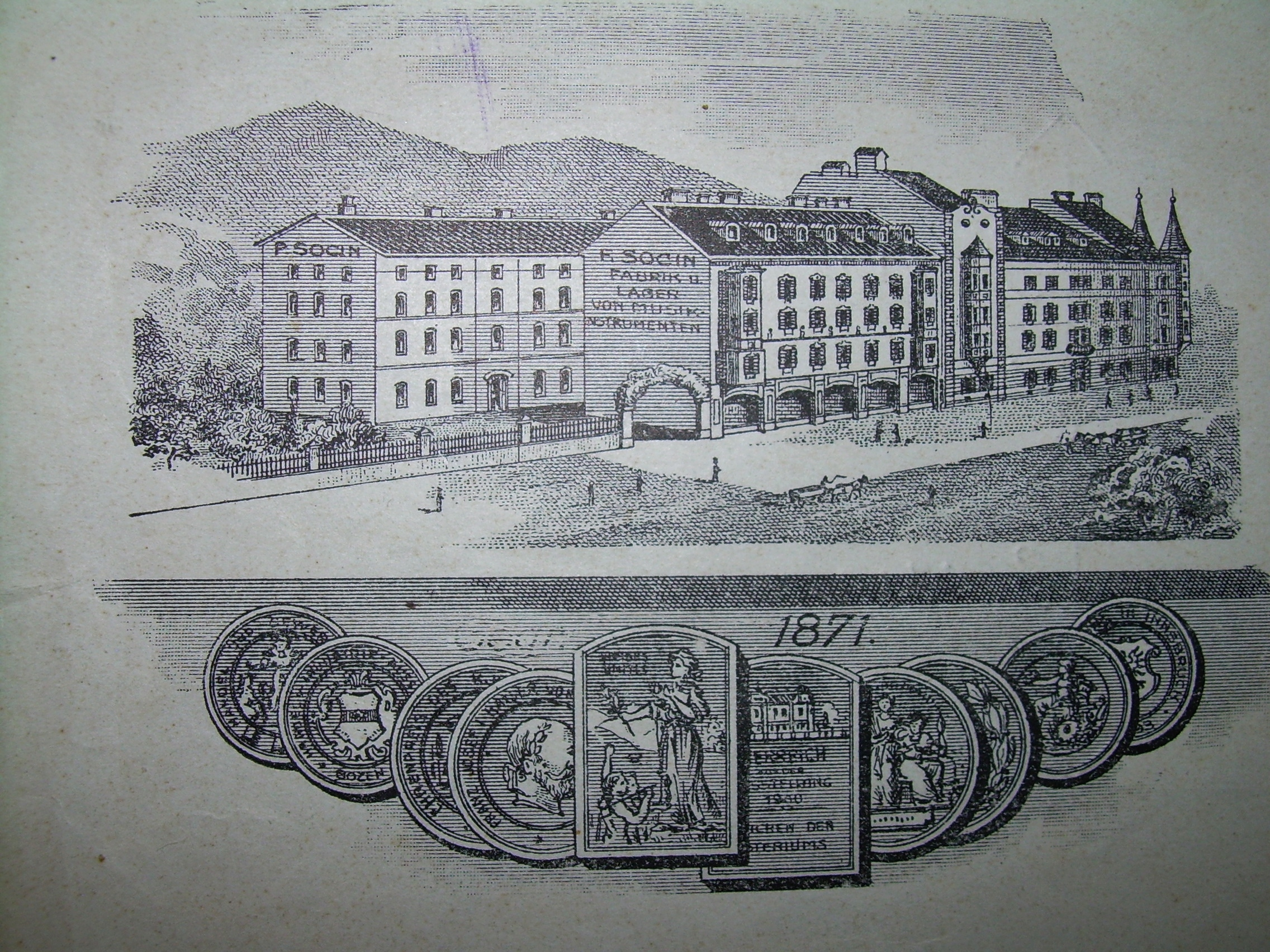
In via Imperatrice Elisabetta, successivamente via Regina Elena e poi via Cassa di Risparmio. Sotto il medagliere della Fabbrica.

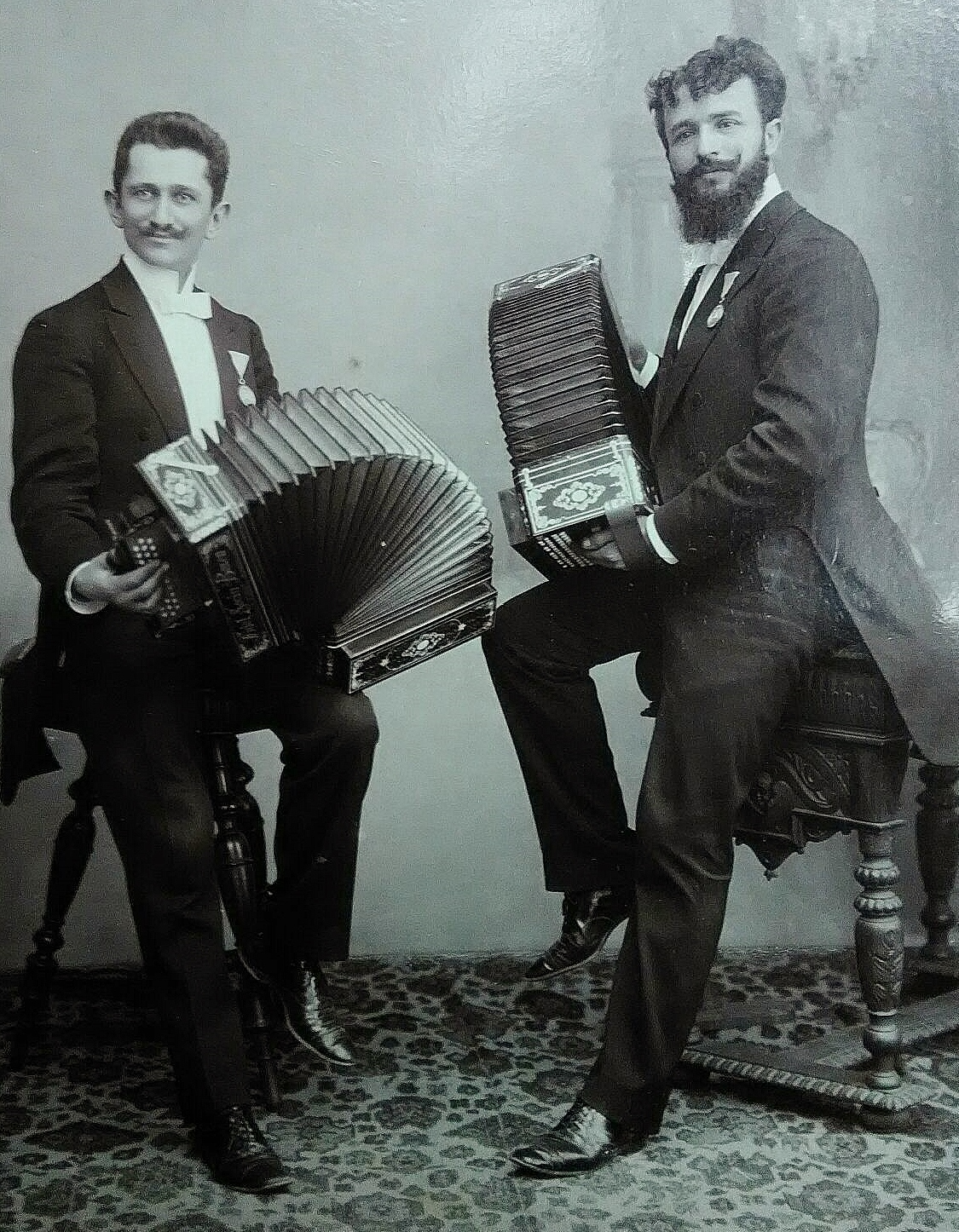
Due fisarmoniche di fabbricazione Fidel Socin Bozen Bolzano

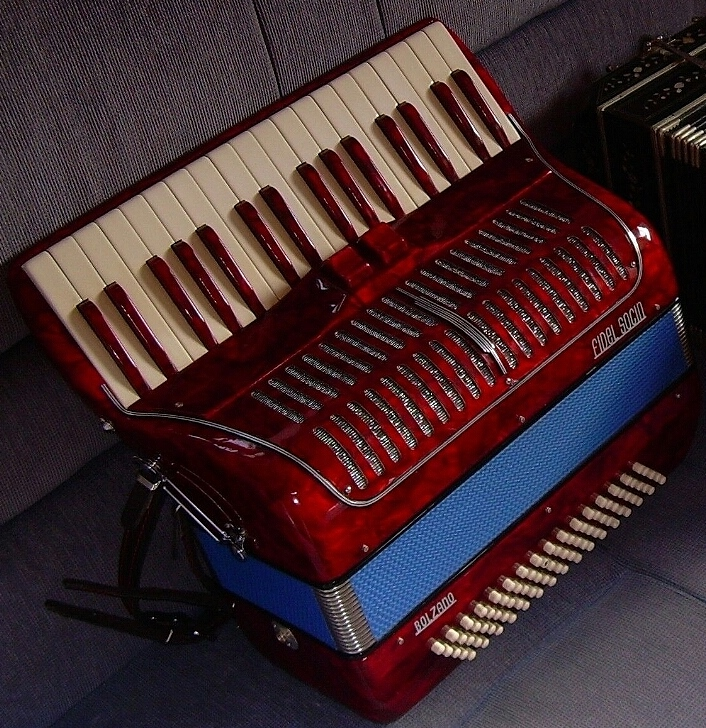
Fisarmonica Fidel Socin Bolzano anno 1930

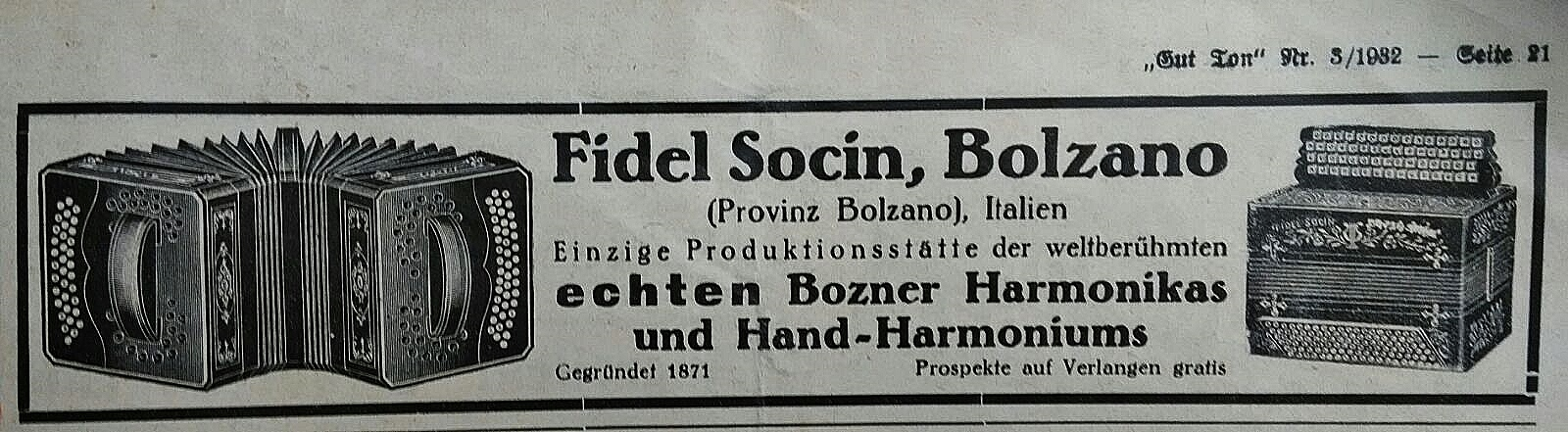
Bandoneòn e fisarmonica di fabbricazione Fidel Socin. Pubblicità su rivista tedesca Gut Ton anno 1932

La Fidel Socin è stata un'azienda di Bolzano fondata nel 1871 e chiusa nel 1958, fabbricava armoniche, fisarmoniche e armonium.

## Storia
Fidel (Fedele) Socin, originario della Val di Non si trasferisce a Bolzano, incominciando a costruire armoniche e armonium presso una piccola bottega nell'antica via Macello, attuale via Museo a Bolzano.
La ditta Fidel Socin mandò per la prima volta i suoi prodotti all'esposizione di Trieste nell'anno 1882 e ottenne ottime recensioni. Le esposizioni degli anni 1887, 1893, 1896, 1900, 1912 ecc, ecc. le riconfermarono.
Di anno in anno andò sempre crescendo la richiesta di strumenti musicali, tanto che essa, per poter soddisfare la sua clientela, dovette aumentare il numero degli operai e già alla fine del 1890 si rese necessaria la costruzione di un nuovo edificio in Via Regina Elena, attuale via Cassa di Risparmio al civico 20 della città di Bolzano, dietro l'attuale scuola Dante Alighieri. In questo momento entrò a far parte della ditta anche il figlio del fondatore, Ruggero Socin che fino allora aveva curato e perfezionato la sua preparazione tecnica all'estero, presso le più rinomate fabbriche di strumenti musicali. L'industria così trasferita nel nuovo fabbricato poté avviarsi a un sempre maggiore sviluppo, fino a raggiungere nel 1914 un centinaio di dipendenti. Si dovette allora pensare a un ulteriore ampliamento dell'edificio, ma lo scoppio della prima guerra mondiale paralizzò ogni attività per il richiamo alle armi di tutto il personale.
Fedele Socin morì nel 1917 a Bolzano.
Dopo la prima guerra mondiale, nonostante le enormi difficoltà, la Ditta Fidel Socin allargò ancora la sua attività e fornì una merce preziosa per l'esportazione ai mercati inglesi, nordamericani, australiani, svizzeri e tedeschi. La seconda guerra mondiale le impose ancora una sosta, ma nonostante i gravi danni subiti anche a causa di bombardamenti, l'industria ha ripreso, grazie anche all'ingresso del figlio di Ruggero, Bruno, e fabbricava i suoi strumenti con macchine speciali.
Ruggero Socin è deceduto a Bolzano il 26 marzo 1958.
L'azienda venne chiusa - come risulta dal registro delle ditte di Bolzano - in data 11/12/1963 con effetto dal 26/03/1958.

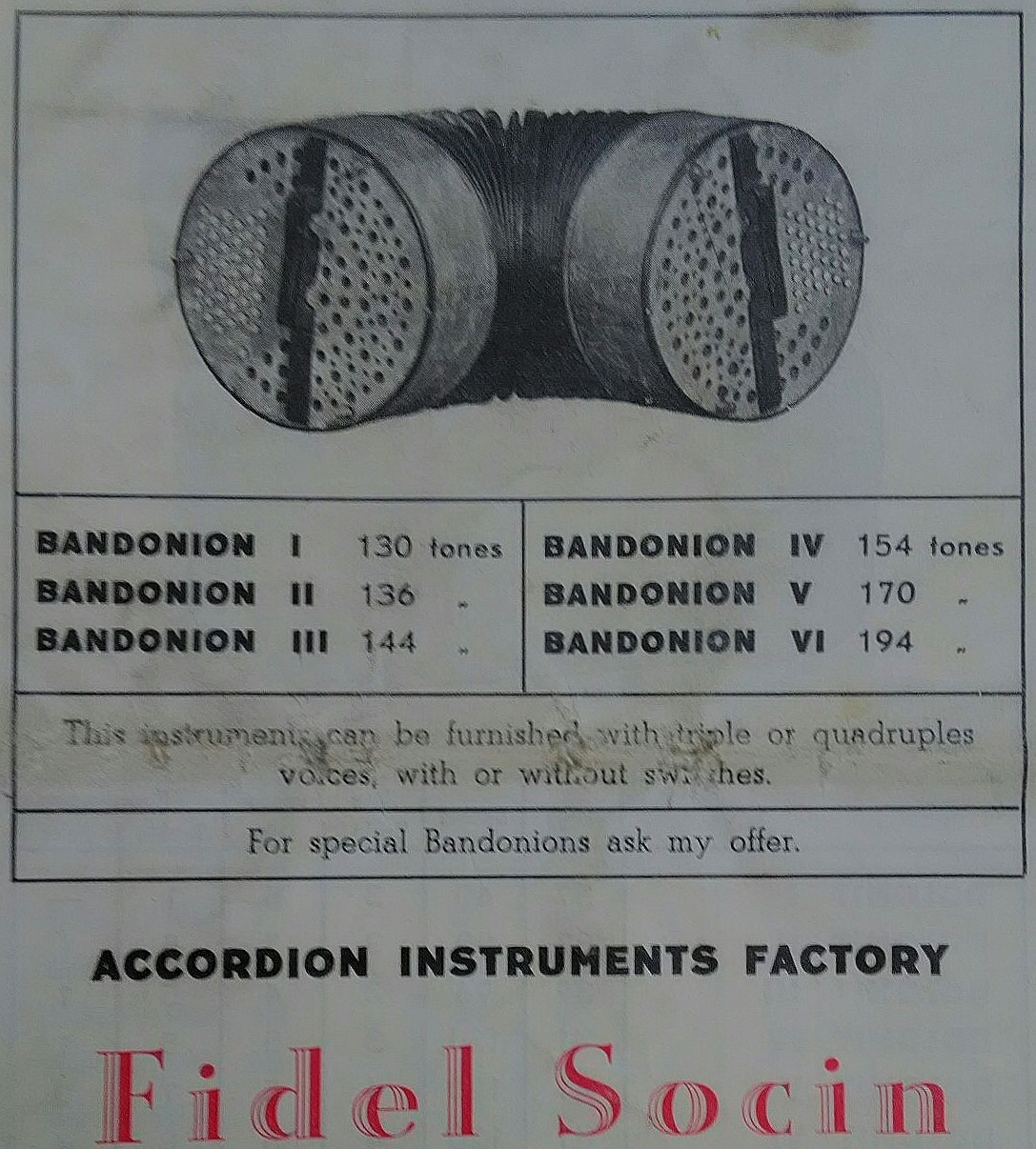
Bandoneòn Fidel Socin.

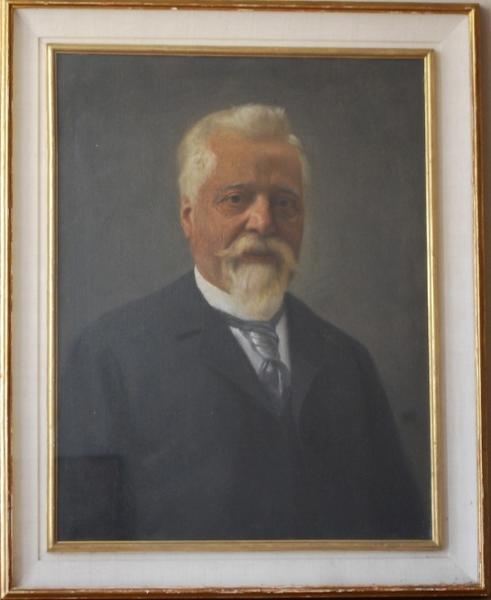
Olio su Tela di Fidel Socin Autore Tullia Socin

Fisarmonica Fidel Socin

Fisarmonica Fidel Socin Mod. Speciale

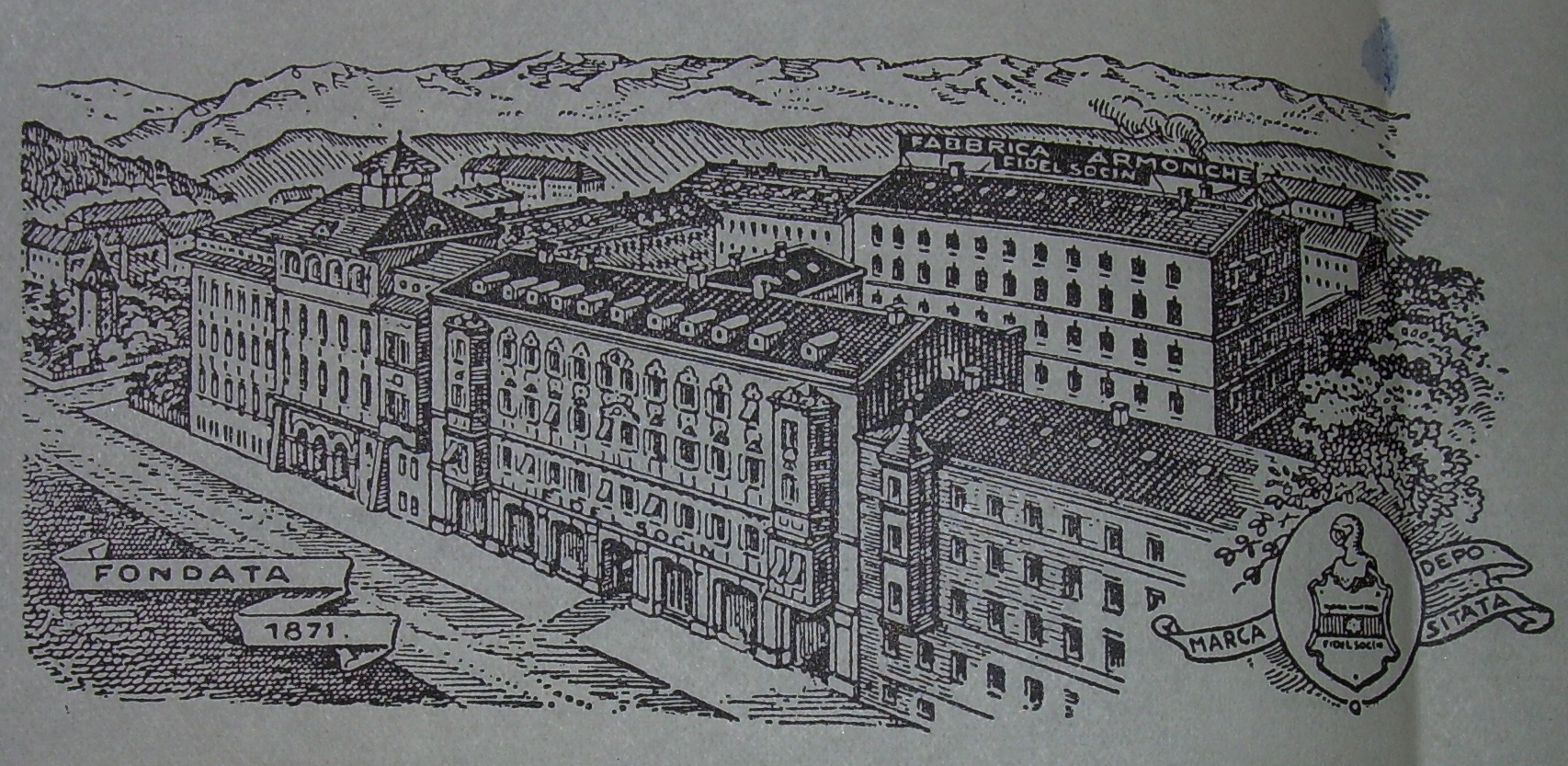
Fabbrica Fidel Socin dietro la Scuola Dante ex Elisabethschule in ex via Regina Elena, attuale via Cassa di Risparmio